# Portlaoise
53°1′25″N 7°18′6″V / 53.02361°N 7.30167°V
Portlaoise (Irsk: Port Laoise) er en irsk by i County Laois i provinsen Leinster, i den centrale del af Republikken Irland med en befolkning (inkl. opland) på 14.613 indb i 2006 (12.127 i 2002) 